# 1632 год в науке
В 1632 году произошли различные научные и технологические события, некоторые из которых представлены ниже.

## Открытия и научные достижения

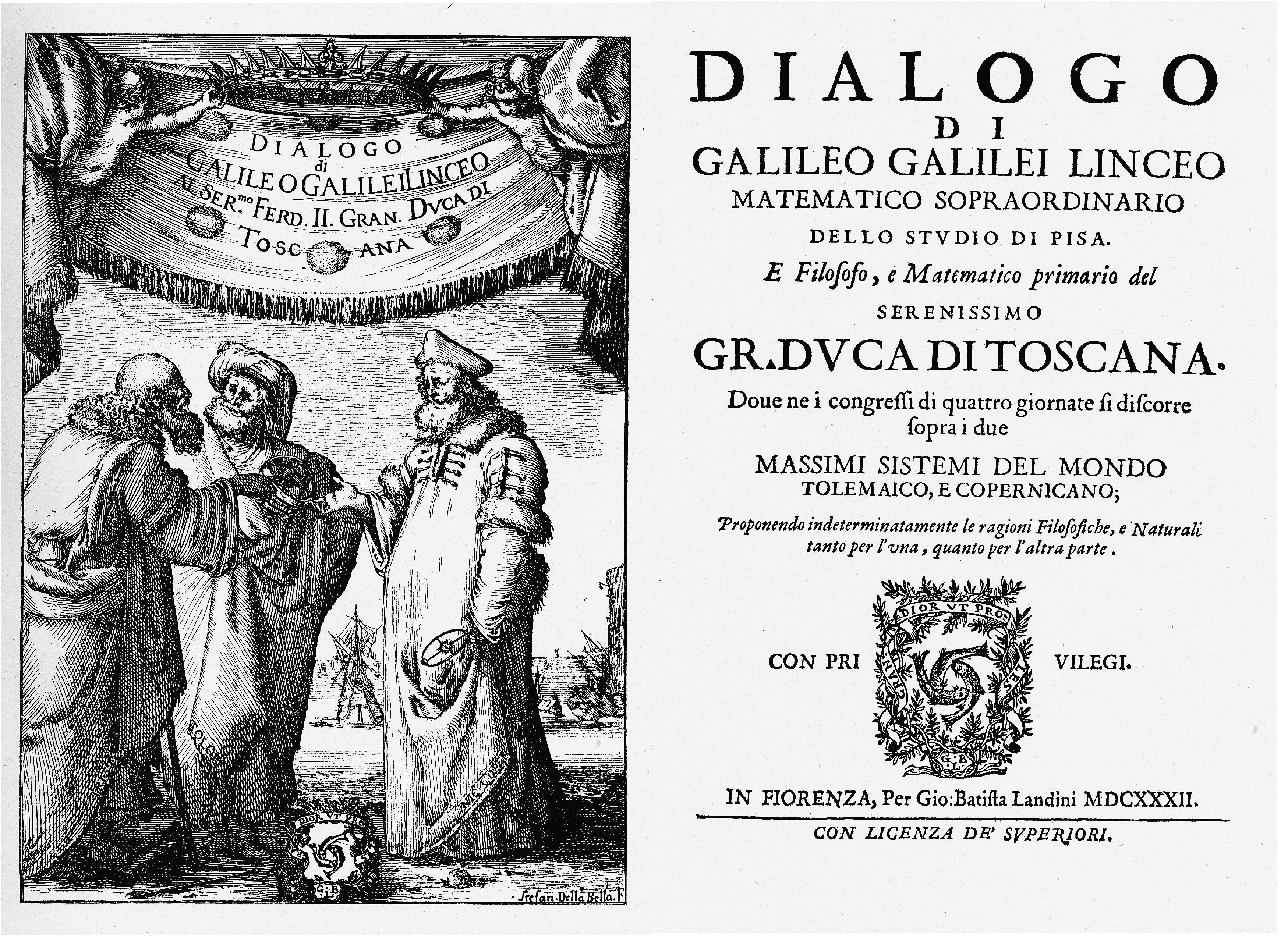
«Диалоги» Галилея

- 22 февраля — Галилео Галилей опубликовал «Диалог о двух системах мира», неявно пропагандировавший запрещённую католической церковью систему Коперника. 1 октября Галилей получил вызов в инквизицию[1].
- 9 августа — Лейденский университет (Голландия) принял решение организовать первую в мире государственную обсерваторию (начала работу в 1633 году)[2].
- Уильям Отред опубликовал «Circles of Proportion and the horizontal instrument» — трактат по навигации с описанием круговой логарифмической линейки.

## Родились
См. также: Категория:Родившиеся в 1632 году
- 20 октября — Кристофер Рен, английский архитектор и математик (ум. 1723),
- 24 октября — Антони ван Левенгук, голландский натуралист, пионер микроскопии (ум. 1723).

## Скончались
См. также: Категория:Умершие в 1632 году
- 31 января — Йост Бюрги (род. 1552) — шведский математик и механик, один из первооткрывателей логарифмов.
- Около 4 сентября — Гессель Герритс (род. 1581), голландский картограф.
- 8 декабря — Филипп ван Лансберг (род. 1561) — голландский астроном.
- 8 декабря (возможно, 9 декабря) — Альбер Жирар (род. 1595) — французский математик.